# Putîlîne, Novoaidar
Putîlîne (în ucraineană Путилине) este un sat în comuna Hreciîșkîne din raionul Novoaidar, regiunea Luhansk, Ucraina.

## Demografie
Componența lingvistică a localității Putîlîne
     Rusă (77,19%)
     Ucraineană (21,05%)
     Belarusă (1,75%)
Conform recensământului din 2001, majoritatea populației localității Putîlîne era vorbitoare de rusă (77,19%), existând în minoritate și vorbitori de ucraineană (21,05%) și belarusă (1,75%).